# Bicyclus abnormis
Bicyclus abnormis je leptir iz porodice šarenaca. Pronađen je u sjeveroistočnoj Gvineji Sierra Leoneu, Obali Bjelokosti i Gani. Stanište su mu šume.